# Sajatuljak und Chyuchylu
Sajatuljak und Chyuchylu (baschkirisch Заятүләк менән ҺыуҺылыу, tatarisch Заятүләк белән Сусылу, Түләк, Түләк китабы; russisch Заятуляк и Хыухылу), auch bekannt als Sajatluljak, Tuljak und Balkantau, ist ein baschkirisches und tatarisches Epos, das sowohl in prosaischer als auch in lyrischer Form auftritt.
Erstmals aufgezeichnet wurde es von W. I. Dal im frühen 19. Jahrhundert. 1843 wurde das Epos zum ersten Mal unter dem Titel „Baschkirische Meerjungfrau“ in der Zeitschrift „Moskwitjanin“ in russischer Sprache veröffentlicht. Varianten wurden unter anderem 1875 von R. G. Ignatjew unter dem Titel „Märchen vom Sohn Abdrachmans Chary Sachip“ (russisch Сказка о сыне Абдрахмана Хары Сахипе Skaska o synje Abdrachmana Chary Sachipe), 1902 von S. G. Sultanow mit dem Titel „Saja Tuljak und Su Sulu“ und 1910 von M. Gafuri erstmals auf Tatarisch schriftlich festgehalten. Das Epos existiert auch unter den Namen Sajatluljak, Tuljak und Balkantau (aufgezeichnet von Kirei Mergen, F. A. Nadrschina, M. M. Sagitow und anderen).
Das Sujet des Epos sind Liebe und Treue. Der Protagonist, Sajatuljak, geht nach einem Streit seiner Brüder an den Asylkul-See, an dessen Ufer er auf Chyuchylu (von baschkirisch Chyu [„Wasser“] und Chylu [„Schönheit“]) trifft und sich in sie verliebt. Sie ist die Tochter eines Unterwasserkönigs. Um sie zu heiraten und mit ihr im Unterwasserreich zu leben, muss er jedoch seine Familie und seine Freunde, einen Falken und ein Pferd, aufgeben, worauf er zustimmt. Nachdem er die Mitgift und den Segen des Unterwasserkönigs erhalten hat, merkt er, dass er in der Unterwasserwelt nicht leben kann, und beschließt, mit Chyuchylu an die Oberfläche zurückzukehren. Dort leben sie reich und glücklich am Seeufer, bis Sajatuljak Nachricht von Schwierigkeiten im Lager seines Vaters erhält und gezwungen ist, ihm zu helfen. Dort angekommen, regelt er die Schwierigkeiten, kann aber nicht rechtzeitig zu Chychylu zurückkehren und stirbt aus Sehnsucht nach ihr. Als diese vom Tod ihres Mannes erfährt, nimmt sie sich selbst das Leben. Die Asche der beiden Verliebten soll auf dem Berg Balkantau liegen, der deshalb als heilig gilt.
Basierend auf dem Epos inszenierte das Baschkirische Dramentheater 1999 das Stück „Das Geheimnis des Zaubersees (Sajatuljak und Chyuchylu)“.